# Still Woozy
Свен Эрик Гамски (англ. Sven Eric Gamsky; род. 23 июня 1992, Окленд, Калифорния, США) — американский музыкант, певец и автор песен, известный под сценическим псевдонимом Still Woozy. Выпускает песни в жанрах lo-fi, индитроника, инди-поп, поп и хип-хоп.

## Биография
Свен Гамски родился 23 июня 1992 года в Окленде, Калифорния, и вырос в Мораге, округ Контра-Коста, Калифорния. Имеет двух старших братьев — Нейт и Сэм Гамски. Родители — Том и Берит (Фуглсанг) Гамски.
Свен начал играть на гитаре, когда учился в средней школе. Все трое братьев Гамских были скаутами. Свен был частью отряда бойскаутов Moraga 212. После окончания школы скаутов Свен заявил, что планирует путешествовать и волонтёрствовать после окончания средней школы, а в конечном итоге изучить психологию в колледже.
Свен Гамски учился в средней школе Камполиндо в Мораге, которую окончил в 2010 году. Во время учебы он играл на гитаре и бас-гитаре в группе «Shoot for Roots», которую он создал вместе с одноклассниками Коулом Лексаном и Джеком Моррисом. В начале последнего года обучения «Shoot for Roots» выиграл конкурс Battle of the Bands, организованный «Подростковым центром Ламоринды».

## Карьера

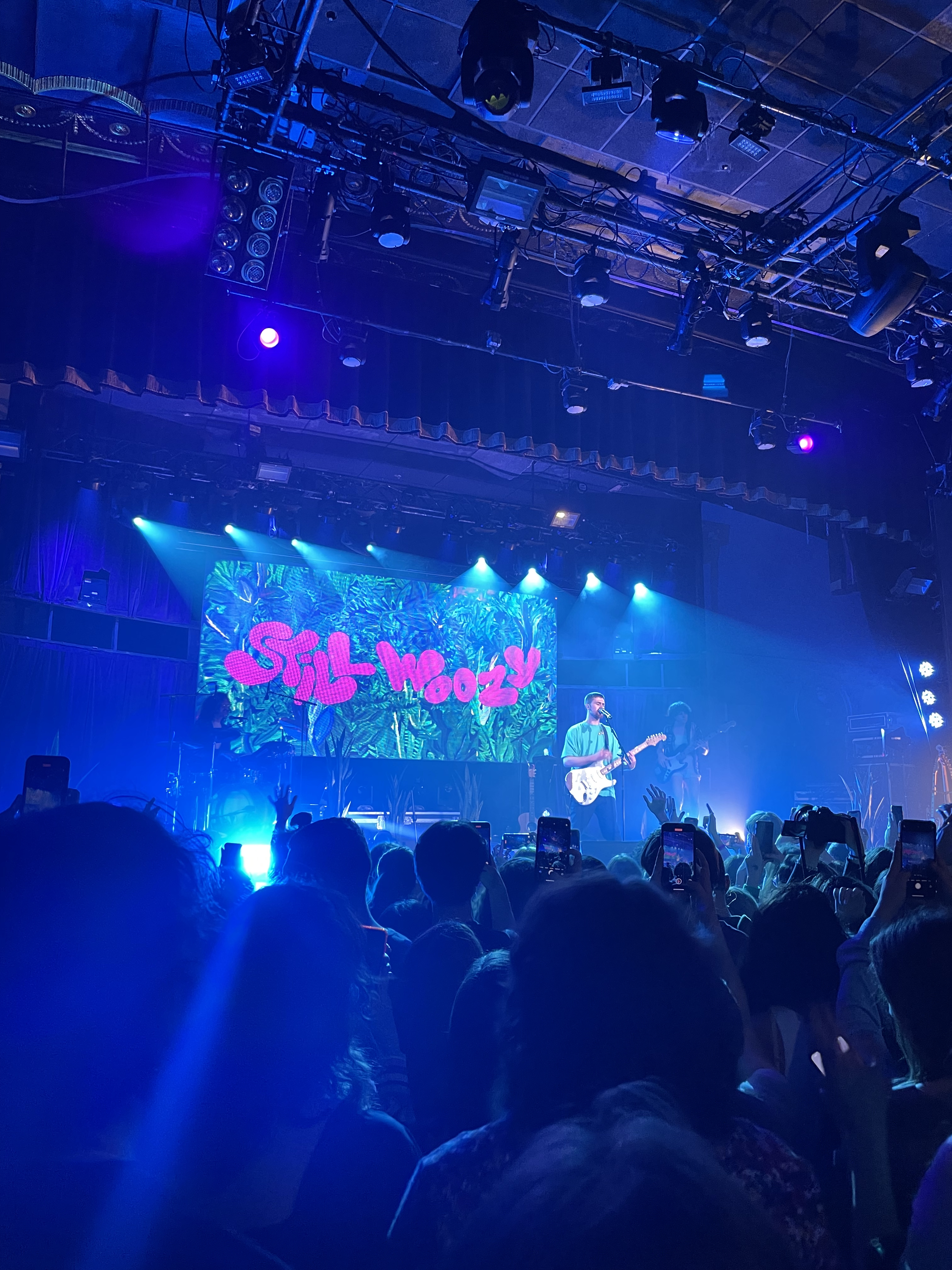
Тур в поддержку альбома If This Isn't Nice, I Don't Know What Is, Бостон, 2022 год

После окончания средней школы Гамски зарабатывал деньги, преподавая уроки по игре на гитаре в Окленде и играя с группой Feed Me Jack в джазовых клубах, на фестивалях и в оркестровых залах. Он окончил Калифорнийский университет в Санта-Крузе в 2015 году по специальности «музыка с акцентом на классической и электронной гитаре».
С 2011 по 2016 год Гамски играл в альтернативной рок-группе Feed Me Jack , которая выпустила четыре альбома, прежде чем была расформирована в 2016 году, чтобы её участники продолжили сольную карьеру. В следующем году Гамски выпустил свой первый сингл «Vacation» под сценическим псевдонимом Still Woozy, заявив, что он выбрал это имя из-за своей «рассеянной натуры».
Позже под псевдонимом Still Woozy, Свен выпустил мини-альбом и несколько синглов, для которых художница Ami Cooks создала обложки, а также четыре музыкальных видео, первое из которых было выпущено в 2017 году. Гамски предпочитает выпускать музыку как можно скорее и иногда выпускает песню в тот же день, когда он оканчивает ее написание.
В 2020 году Свен отменил свой тур на 31 выступление с мая по сентябрь из-за пандемии COVID-19.